# Glenea nivea
Glenea nivea là một loài bọ cánh cứng trong họ Cerambycidae.